# Lijst van straatfotografen
Dit is een lijst van bekende straatfotografen.
- Christophe Agou
- Yūtokutaishi Akiyama
- Nobuyoshi Araki
- James Barnor
- Lou Bernstein
- Brassaï
- Henri Cartier-Bresson
- Mark Cohen
- Joan Colom
- Bill Cunningham
- Maciej Dakowicz
- Peter Dench
- Tony Dočekal
- Robert Doisneau
- Ken Domon
- Don Donaghy
- Nikos Economopoulos
- Alfred Eisenstaedt
- Martin Elkort
- Artur Eranosian
- Arthur Fields
- Robert Frank
- Leonard Freed
- Cristina García Rodero
- Herbert Gauls
- William Gedney
- George Georgiou
- Bruce Gilden
- Shigeo Gochō
- Sid Grossman
- Hiroshi Hamaya
- Siegfried Hansen
- Erich Hartmann
- Tadahiko Hayashi
- Yasuhiro Ishimoto
- James Jarché
- Richard Kalvar
- Osamu Kanemura
- Jimmy Kets
- Hiroh Kikai
- Ihei Kimura
- William Klein
- Seiji Kurata
- Kineo Kuwabara
- Jens Olof Lasthein
- Guy Le Querrec
- Arthur Leipzig
- Yau Leung
- Helen Levitt
- Thomas Leuthard
- Vivian Maier
- Louis Mendes
- Jeff Mermelstein
- Olivier Meyer
- Joel Meyerowitz
- Xavier Miserachs
- Inge Morath
- Daido Moriyama
- Shigeichi Nagano
- Masatoshi Naitō
- Nek Vardikos
- Hildegard Ochse
- Mitsugu Ōnishi
- Trent Parke
- Martin Parr
- Mark Powell
- Raghu Rai
- Tony Ray-Jones
- Ronny Robinson
- Willy Ronis
- Boris Savelev
- Jamel Shabazz
- Irakly Shanidze
- Raghubir Singh
- W. Eugene Smith
- David Solomons
- Brandon Stanton
- Fred Stein
- Louis Stettner
- Gary Stochl
- Beat Streuli
- Christer Strömholm
- Issei Suda
- Homer Sykes
- Yutaka Takanashi
- Takeyoshi Tanuma
- Sam Tata
- Anya Teixeira
- Alexey Titarenko
- Toyoko Tokiwa
- Haruo Tomiyama
- Peter Turnley
- Garry Winogrand
- Alex Coghe
- Michael Wolf
- Tom Wood
- Michio Yamauchi
- Nakaji Yasui

Straatfotografen
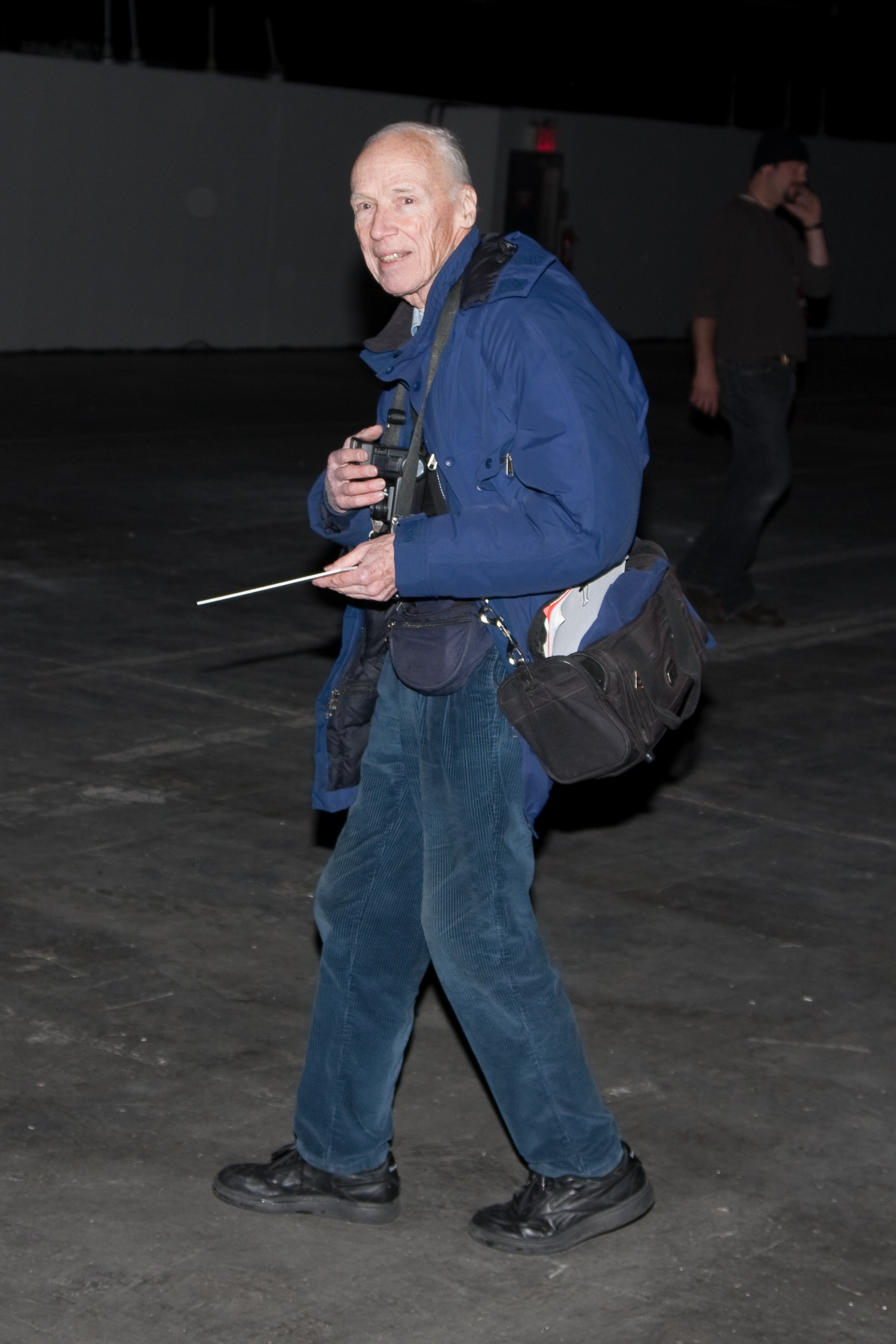
Bill Cunningham, 2010
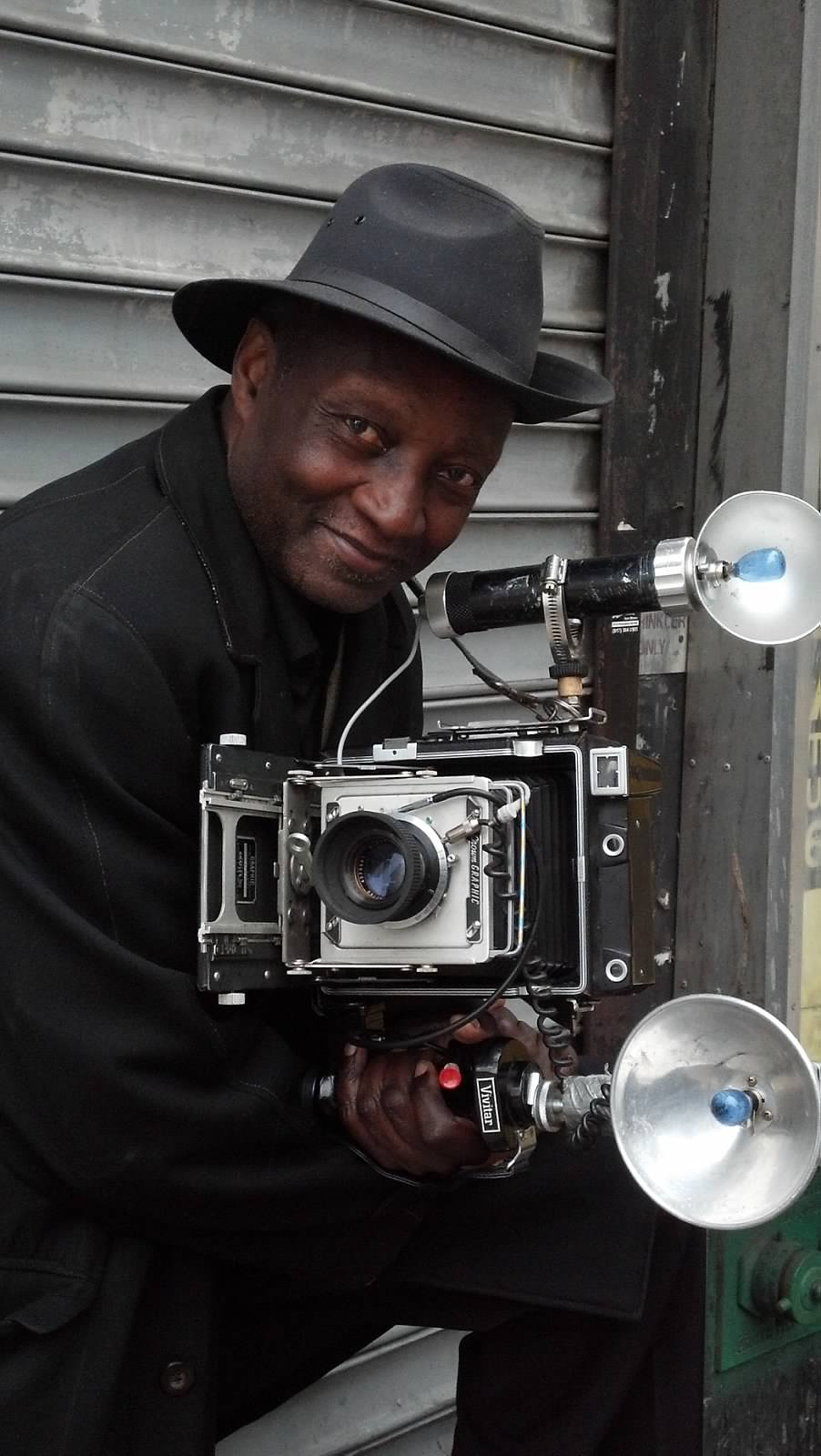
Louis Mendes in New York met zijn Speed Graphic camera
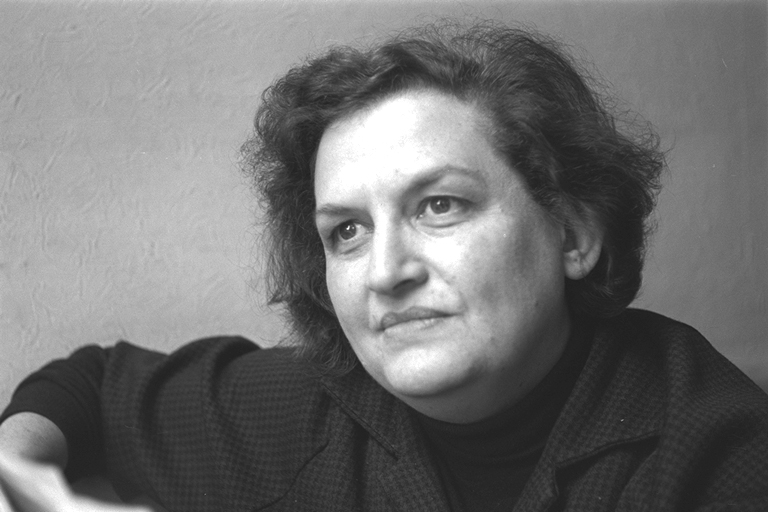
Anya Teixeira (1913–1992)

## Bron
- Dit artikel of een eerdere versie ervan is een (gedeeltelijke) vertaling van het artikel List of street photographers op de Engelstalige Wikipedia, dat onder de licentie Creative Commons Naamsvermelding/Gelijk delen valt. Zie de bewerkingsgeschiedenis aldaar.